# 永山 (多摩市)
永山（ながやま）は、東京都多摩市の地名。現行行政地名は一丁目から七丁目。郵便番号は206-0025。

## 地理
北の端、永山1丁目には「地区センター」として商業・業務・医療・行政サービス等の各施設と、核となる永山駅が存在し、駅前は時間帯を問わずにぎわっている。多摩ニュータウンの第6住区にあたる、駅周辺より南側が新住宅市街地開発法によって整備された新住区域である。北寄りの乞田川までの区域は土地区画整理法によって整備され、地権者の自由な裁量で雑多な施設・建物が建てられている。
永山2・3・4丁目は、主に旧住都公団が建設した大規模な中層・高層の賃貸と分譲の集合住宅が建ち並ぶ丘の上の新住区域と、土地区画整理事業で整備された都道18号府中町田線（鎌倉街道）沿いの谷戸と呼ばれた平地部分の区画整理区域とからなる。
南部の永山5丁目には、低層の集合住宅と戸建て住宅が建てられ、同6丁目の鎌倉街道と尾根幹線に面したあたりは業務・生産工場や商業施設が複数立地しており、ここが他の街区とは異なる点である。
永山駅のある「地区センター」からは、団地の中を巡り永山南公園などの公園や学校、隣の諏訪住区、貝取住区方面に、それぞれつながる歩行者専用道路が整備されている。
諏訪（第5住区）とともに多摩ニュータウンの最初（1971年）の入居地域であることから、高齢化が深刻化しているというイメージで見られがちであるが、実際には永山全体の高齢化率は17.4%であり、全国（20.3%）、東京都（18.7%）のそれと比較して決して高齢化が進んだ地域と言えない。しかしながら多摩市の15.8%から見れば高齢者が多いとは言える。
若年者人口割合（15歳以下人口の割合）は10.8%と東京都（11.5%）、多摩市（11.8%）よりもやや低めであるものの、永山小学校の学級数は一時より増加に転じている。これは、永山3丁目のオーベル多摩永山が出来たことによる影響があった。児童数の増加に伴い、既存の永山学童クラブ、永山第2学童クラブに加え、2008年4月に永山小学童クラブが新設された。
多摩ニュータウン最初の開発で永山住区の南東部4丁目に設けられた「近隣センター」にあたる永山名店街は、隣り合う諏訪名店街と共に永山・諏訪団地の中心商店街となっている。一時は空き店舗が目立っていたことからシャッター通りと揶揄される時期もあったが、住都公団（現UR都市機構）が1999年頃に空き店舗対策を行った結果、店舗の入れ替わりなどもあり、24時間営業のグルメシティを中心に、生活支援系、介護系、リフォーム系などの商店が軒を連ねる。また、多摩大学や法政大学のゼミの支援などもあり、今では永山名店街でイベントが盛んに行われるようになっている。

### 地価
住宅地の地価は、2014年（平成26年）1月1日の公示地価によれば、永山1丁目15番22の地点で20万5000円/m2となっている。

## 歴史

### 地名の由来
江戸時代には乞田村の中に小名上長山、下長山があったことが『新編武蔵風土記稿』に記載されている。明治時代になると、現在の永山の表記が現れる。

### 沿革
- 1975年（昭和50年）1月1日 小野路町の一部を含む永山六丁目を新設。小野路町の一部を永山五丁目に編入。
- 1975年（昭和50年）11月1日 小野路町の一部を含む永山七丁目を新設。小野路町の一部を永山六丁目に編入。
- 1977年（昭和52年）2月16日 小野路町の一部を永山六丁目に編入。

## 世帯数と人口
2018年（平成30年）1月1日現在の世帯数と人口は以下の通りである。
| 丁目       | 世帯数    | 人口     |
| ---------- | --------- | -------- |
| 永山一丁目 | 1,104世帯 | 1,974人  |
| 永山二丁目 | 1,561世帯 | 3,218人  |
| 永山三丁目 | 1,764世帯 | 3,550人  |
| 永山四丁目 | 1,900世帯 | 3,161人  |
| 永山五丁目 | 871世帯   | 2,074人  |
| 永山六丁目 | 584世帯   | 1,207人  |
| 計         | 7,784世帯 | 15,184人 |

## 小・中学校の学区
市立小・中学校に通う場合、学区は以下の通りとなる。
| 丁目       | 番地                                     | 小学校             | 中学校                 |
| ---------- | ---------------------------------------- | ------------------ | ---------------------- |
| 永山一丁目 | 全域                                     | 多摩市立永山小学校 | 多摩市立多摩永山中学校 |
| 永山二丁目 | 全域                                     | 多摩市立永山小学校 | 多摩市立多摩永山中学校 |
| 永山三丁目 | 1～3番地 5～10番地 13～22番地 27～31番地 | 多摩市立永山小学校 | 多摩市立多摩永山中学校 |
| 永山三丁目 | その他                                   | 多摩市立瓜生小学校 | 多摩市立多摩永山中学校 |
| 永山四丁目 | 全域                                     | 多摩市立瓜生小学校 | 多摩市立多摩永山中学校 |
| 永山五丁目 | 全域                                     | 多摩市立瓜生小学校 | 多摩市立多摩永山中学校 |
| 永山六丁目 | 全域                                     | 多摩市立瓜生小学校 | 多摩市立多摩永山中学校 |
| 永山七丁目 | 全域                                     | 多摩市立瓜生小学校 | 多摩市立多摩永山中学校 |

## 交通

### 鉄道
- 京王相模原線　京王永山駅
- 小田急多摩線　小田急永山駅

### 道路
- 鎌倉街道
- 南多摩尾根幹線
- 歩行者専用道路が多数存在する。

## 施設

### 公共施設

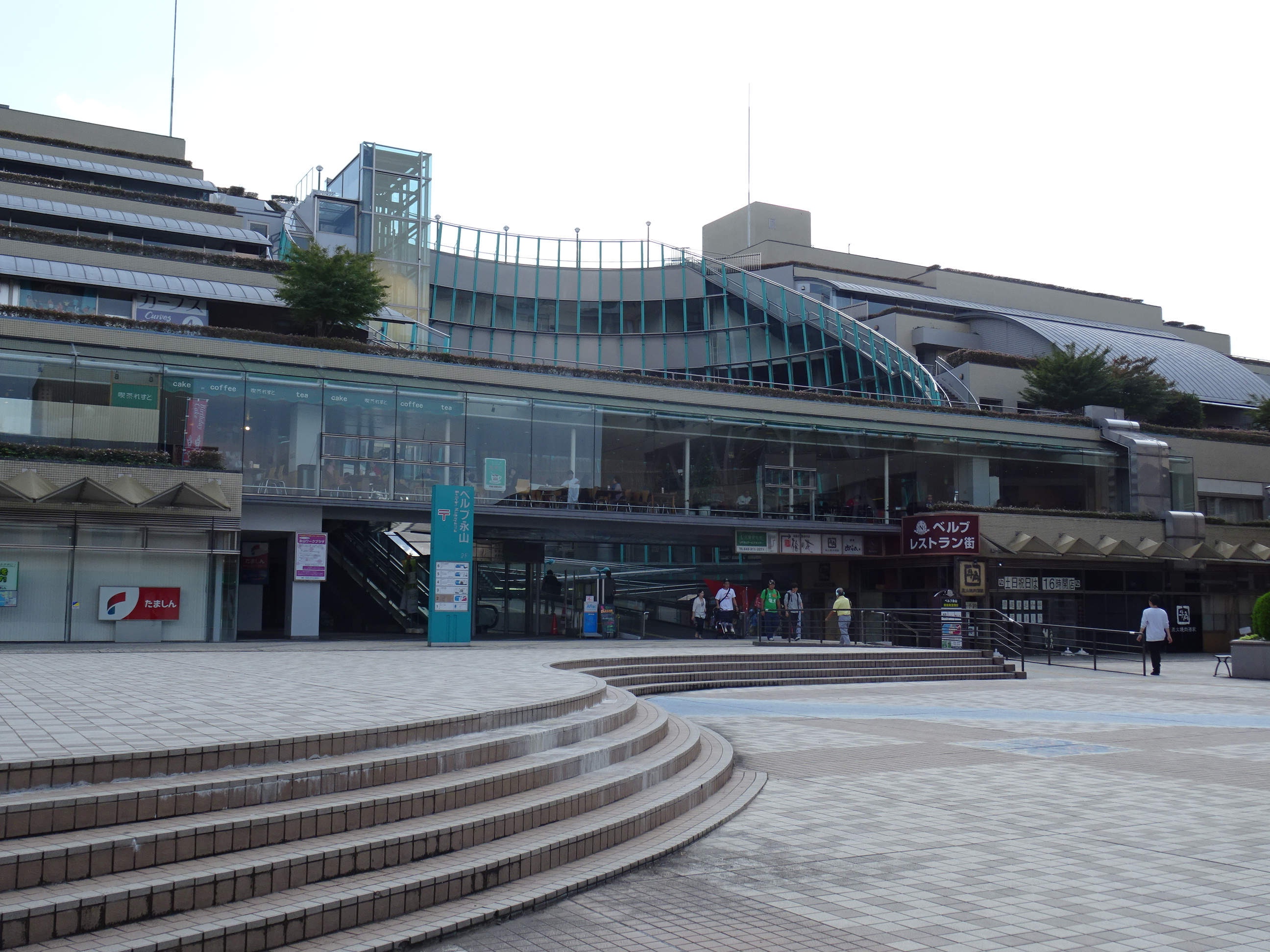
ベルブ永山

- 永山駅
- 日本医科大学多摩永山病院
- 警視庁永山駅前交番
- 警視庁永山4丁目交番
- 東京消防庁多摩消防署
- 東京都南多摩保健所
- 多摩市立永山公民館（ベルブ永山内）
- 多摩市立永山図書館（ベルブ永山内）
- 多摩市立ベルブ永山ホール
- ビジネススクエア多摩（ベルブ永山内）
- 永山駅前郵便局（ベルブ永山内）
- 多摩永山郵便局
- 東永山複合施設
- 西永山複合施設
- 南永山社会教育施設

- ベルブ永山

### 教育関連施設
- 永山第一学校給食センター
- 永山第二学校給食センター

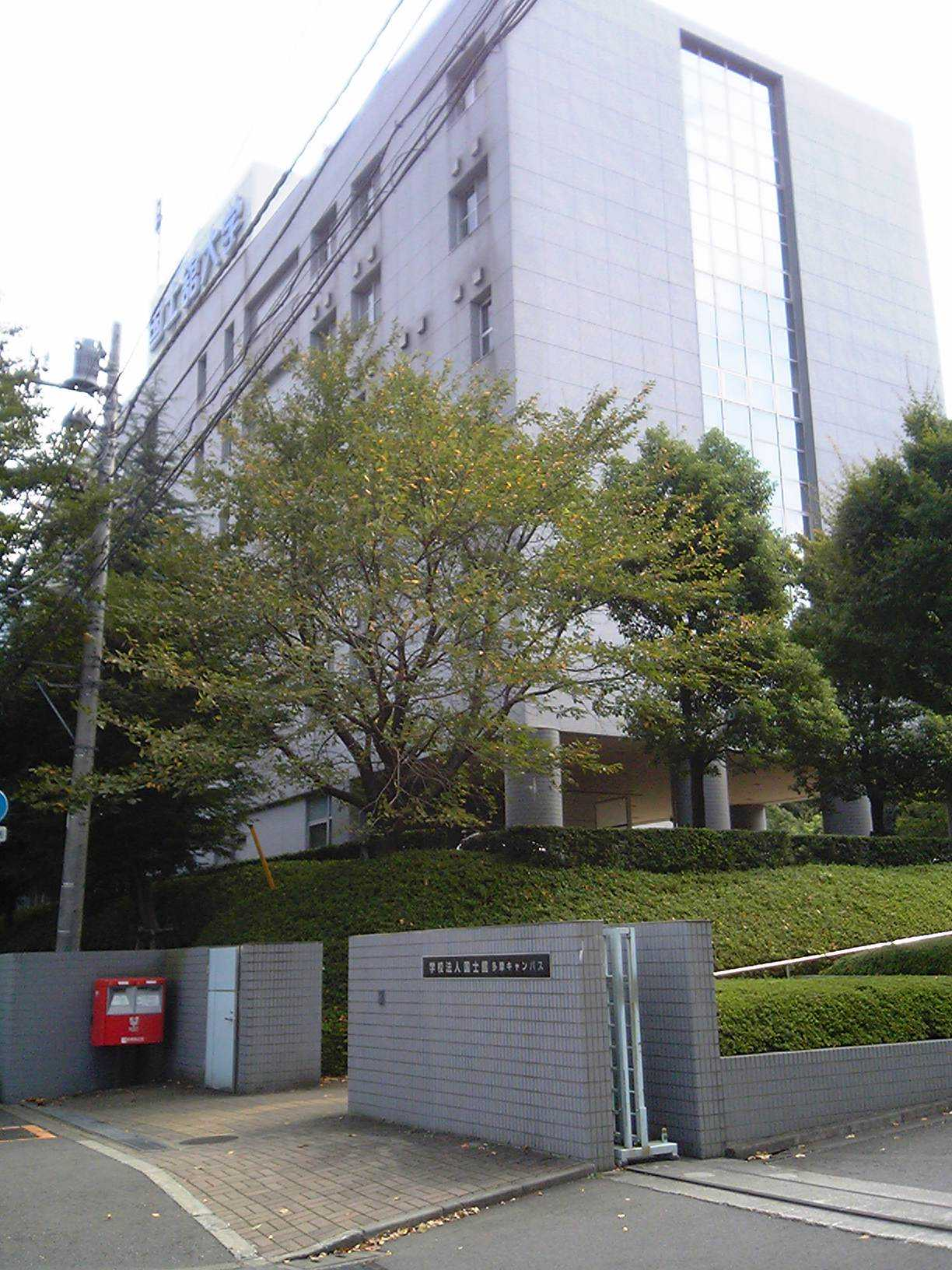
国士舘大学多摩キャンパス
- 東京都立永山高等学校
- 多摩市立多摩永山中学校 - 平成9年度、在来の永山中学校と西永山中学校を統合、発足した。多摩市内にある公立中学校では初めての統廃合。校舎は旧永山中学校のものを改修の上で使用し、改修期間中は西永山中学校の校舎を使用していた。旧西永山中学校の敷地は西永山複合施設として利用されている。
- 多摩市立永山小学校 - 周辺にあった複数の学校の学区を統合、平成8年に発足。
- 多摩市立瓜生小学校 - 周辺にあった複数の学校の学区を統合、平成8年に発足。瓜生という名称は、今の永山の西部が大字貝取の小字瓜生であったことに由来している[注釈 1]。
- 永山児童館
- こぐま保育園
- 錦秋幼稚園
- ゆりのき保育園

- 国士舘大学多摩キャンパス

### 商業施設・企業
- グリナード永山（西友・西松屋・専門店を核とする商業施設）
- ベルブ永山（公設の市政・文化・教育・業務複合施設）
- ヒューマックスパビリオン永山（スーパー銭湯・ボウリング場・娯楽施設）
- プラザ永山（商業施設付き集合住宅）
- 小田急マルシェ永山
- 京王リトナード永山
- 多摩永山情報教育センター
- スマイルホテル東京多摩永山
- JTBフォレスタ
- AIG損害保険多摩研修センター
- セブン&アイ・ホールディングス多摩研修センター
- 多摩ニュータウン卸売市場
- ブックオフ多摩永山店
- JAF(日本自動車連盟) 東京支部・多摩事務所
- 京映アーツ 本社
- 美多加堂本社
- 国際計測器本社
- マイプリント本社
- 関電工 八王子支社
- 日本食品分析センター 多摩研究所
- 三井住友銀行 永山支店
- きらぼし銀行 永山支店
- 多摩信用金庫 永山支店
- ネコサポステーション

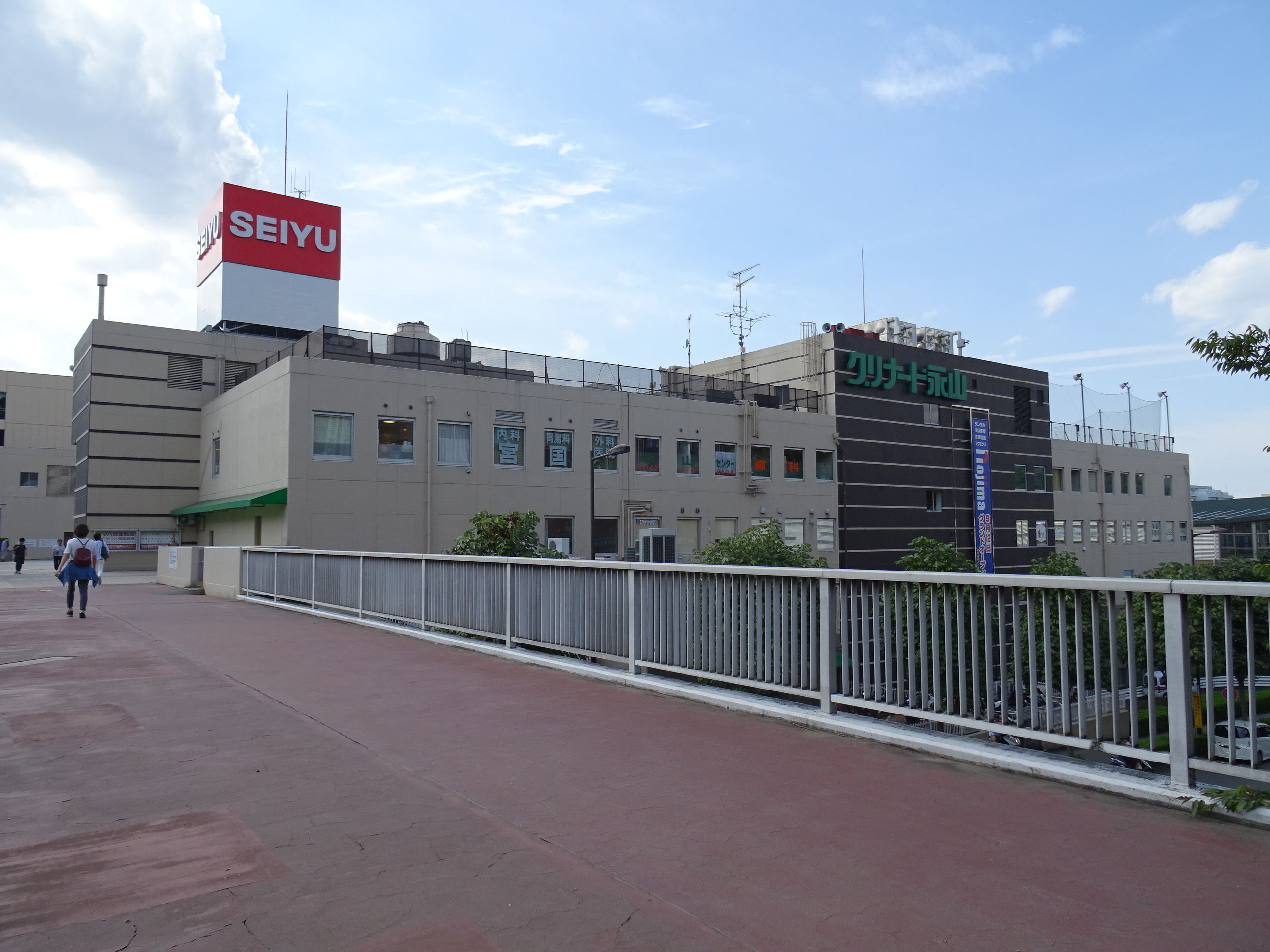
グリナード永山
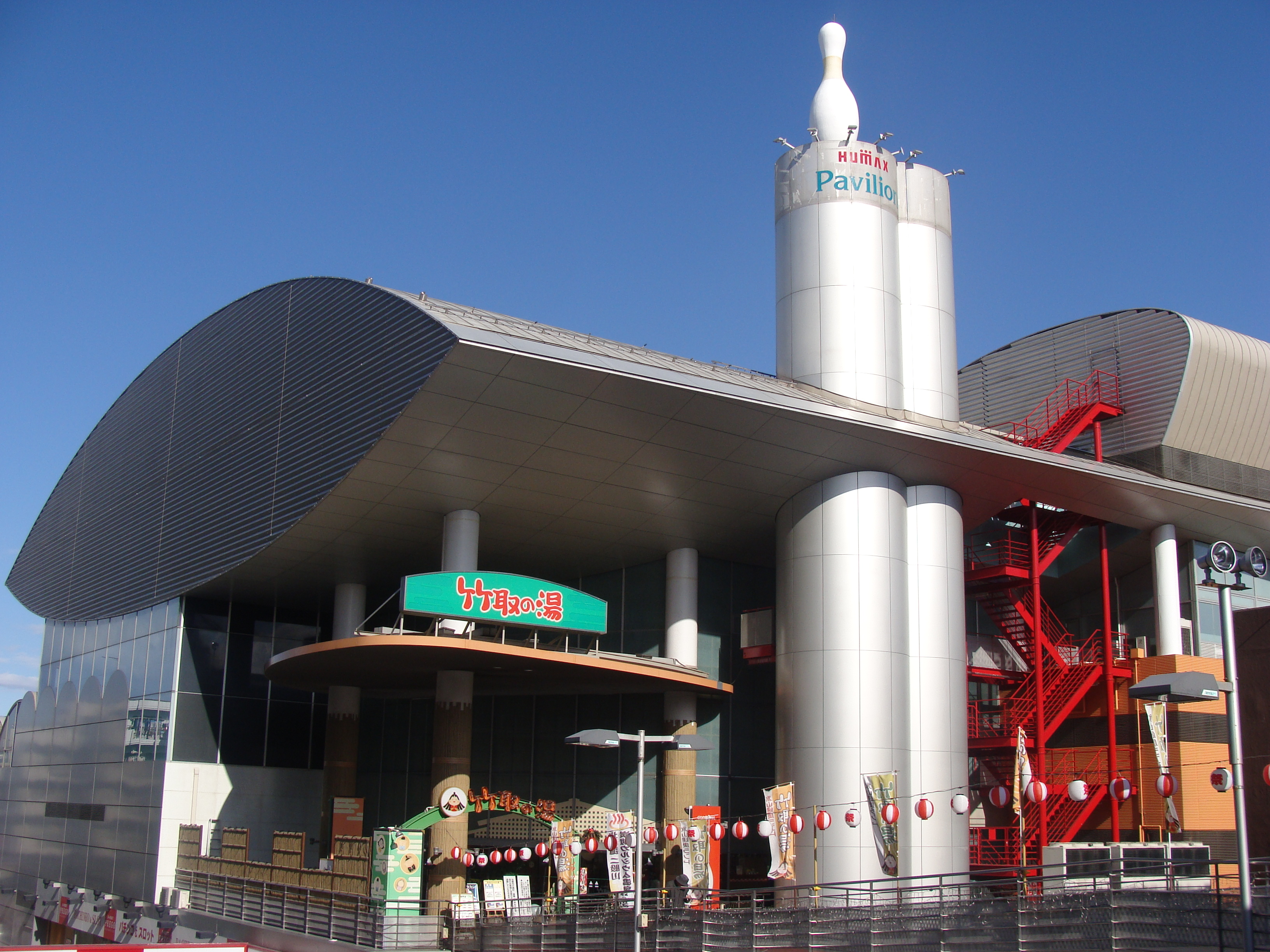
ヒューマックスパビリオン永山
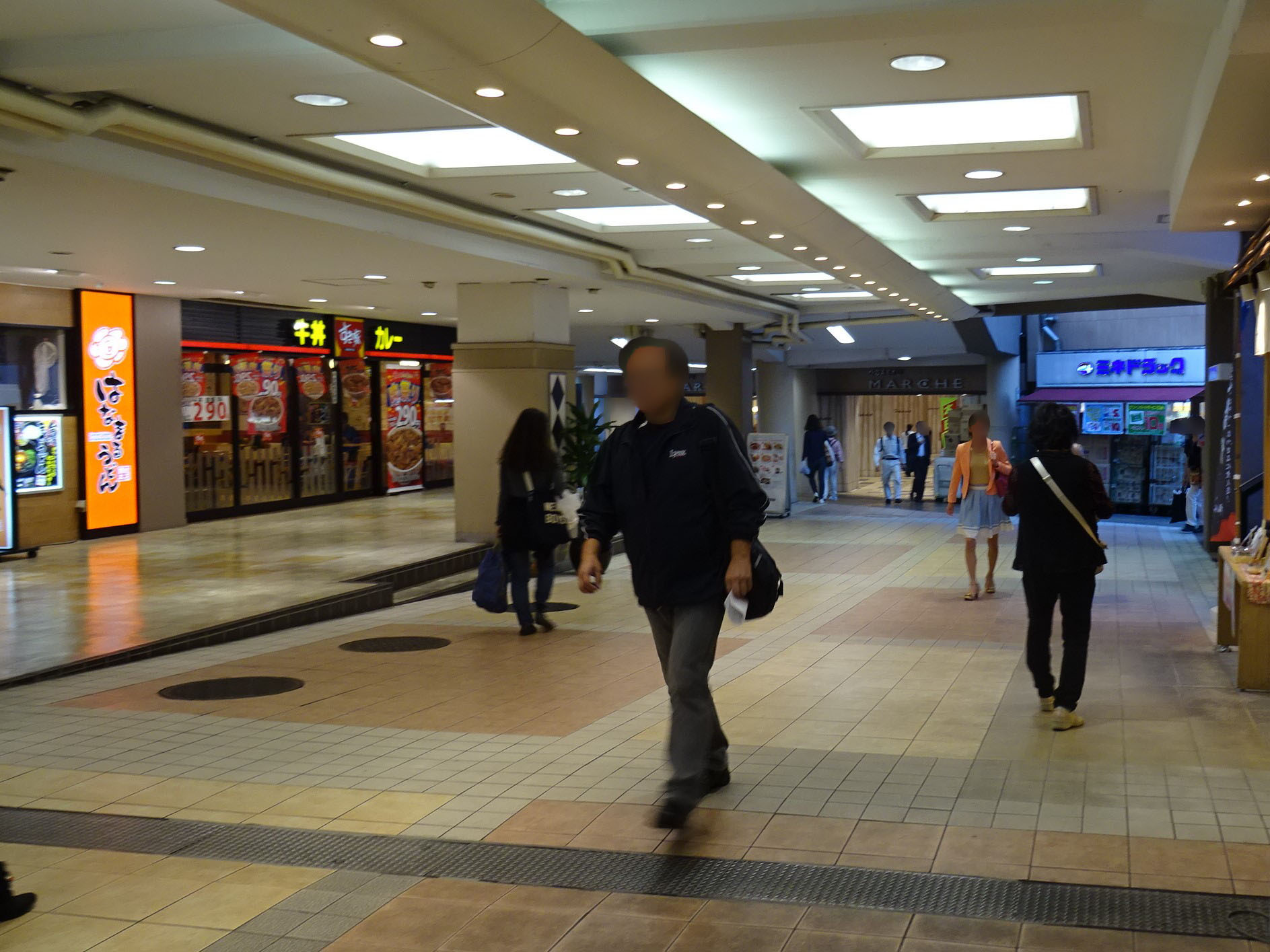
駅高架下の商店街（グリナード永山、小田急マルシェ、京王リトナードが接続）

### 公園・緑地
多摩ニュータウン開発によって、地区公園、近隣公園、街区公園の3階層の都市公園が計画的に配置され、緑豊かな街並となっている。また、UR賃貸住宅や分譲団地などの私有地内でも誰でも利用可能な状態になっている公園が多くあるのも、この地域の特徴である。
- 瓜生緑地
- さえずりの森
- 永山北公園
- 永山南公園
- 永山第一公園
- 永山第二公園
- 永山第三公園
- 永山第四公園
- 永山第五公園
- 永山第六公園
- 永山第七公園